# Mała Spalona Dolina

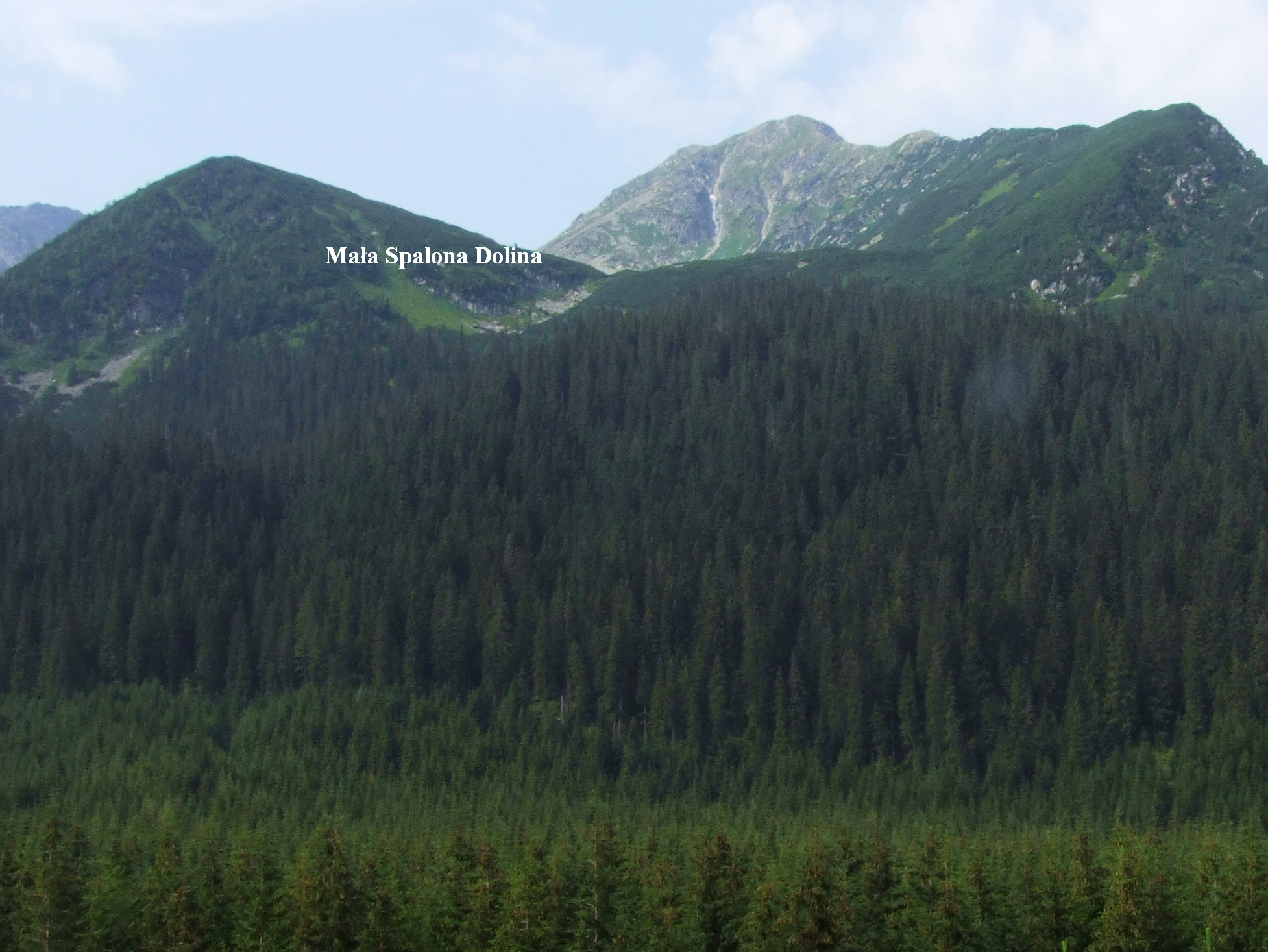
U góry Spalona Kopa, po lewej stronie Zadnia Spalona. Widok z Adamculi

Mała Spalona Dolina (słow. Malá Spálená dolinka, Zadná Spálená dolinka, Čierna dolinka) – jedno z bocznych odgałęzień (orograficznie lewe) Doliny Rohackiej w słowackich Tatrach Zachodnich. W dawnej literaturze nazywano ją również Doliną Czarną. Znajduje się pomiędzy dwoma odbiegającymi na północny wschód od Spalonej Kopy (2083 m n.p.m.) grzbietami: wyższym, zwanym Przednią Spaloną i niższym, zwanym Zadnią Spaloną. Jest pochodzenia lodowcowego, powstała na dnie bocznego lodowca.
Mała Spalona Dolina nie jest udostępniona turystycznie. Jest widoczna z placu Adamcula przy szosie biegnącej Doliną Rohacką, na wprost w południowym kierunku. Jest to tzw. dolina zawieszona, jej dno położone jest w górnej granicy lasu, dużo wyżej od dna Doliny Rohackiej. W przeszłości była wypasana. Wraz z Doliną Spaloną należała do Hali Spalonej. Wypasali na niej mieszkańcy Zuberca i Malatyny. Obecnie jej zbocza są częściowo porośnięte lasem lub kosówką, częściowo trawiaste, a w górnych partiach piarżysto-kamieniste. Wskutek zaprzestania wypasu trawiaste obszary stopniowo zarastają i niewątpliwie w przyszłości ukształtują się tutaj typowe dla Tatr piętra roślinności. Od strony Doliny Rohackiej podcięta jest stromym i zalesionym zboczem, którym spływa do Rohackiego Potoku niewielki potoczek.